# アズマン・イルハム・ノール
アズマン・イルハム・ノール（マレー語: Azman Ilham Noor、1984年2月7日 - ）は、ブルネイのサッカー選手。ブルネイ代表。ポジションはGK。

## 経歴
2014年のブルネイDPMM FCの初戦では、正GKであったワルドゥン・ユソフに代わって出場し、アルビレックス新潟シンガポール相手に1-0の勝利を収めた。

## 代表歴
2006年にブルネイ代表デビュー。その後、2014 AFFスズキカップ予選にも出場している。その他、2014年のハサナル・ボルキア・トロフィーにもオーバーエイジ枠で出場した。

## タイトル
ブルネイDPMM FC
- シンガポール・リーグ・カップ (3):2009, 2012, 2014
- Sリーグ

準優勝: 2012,2014